# Plaça de Catalunya

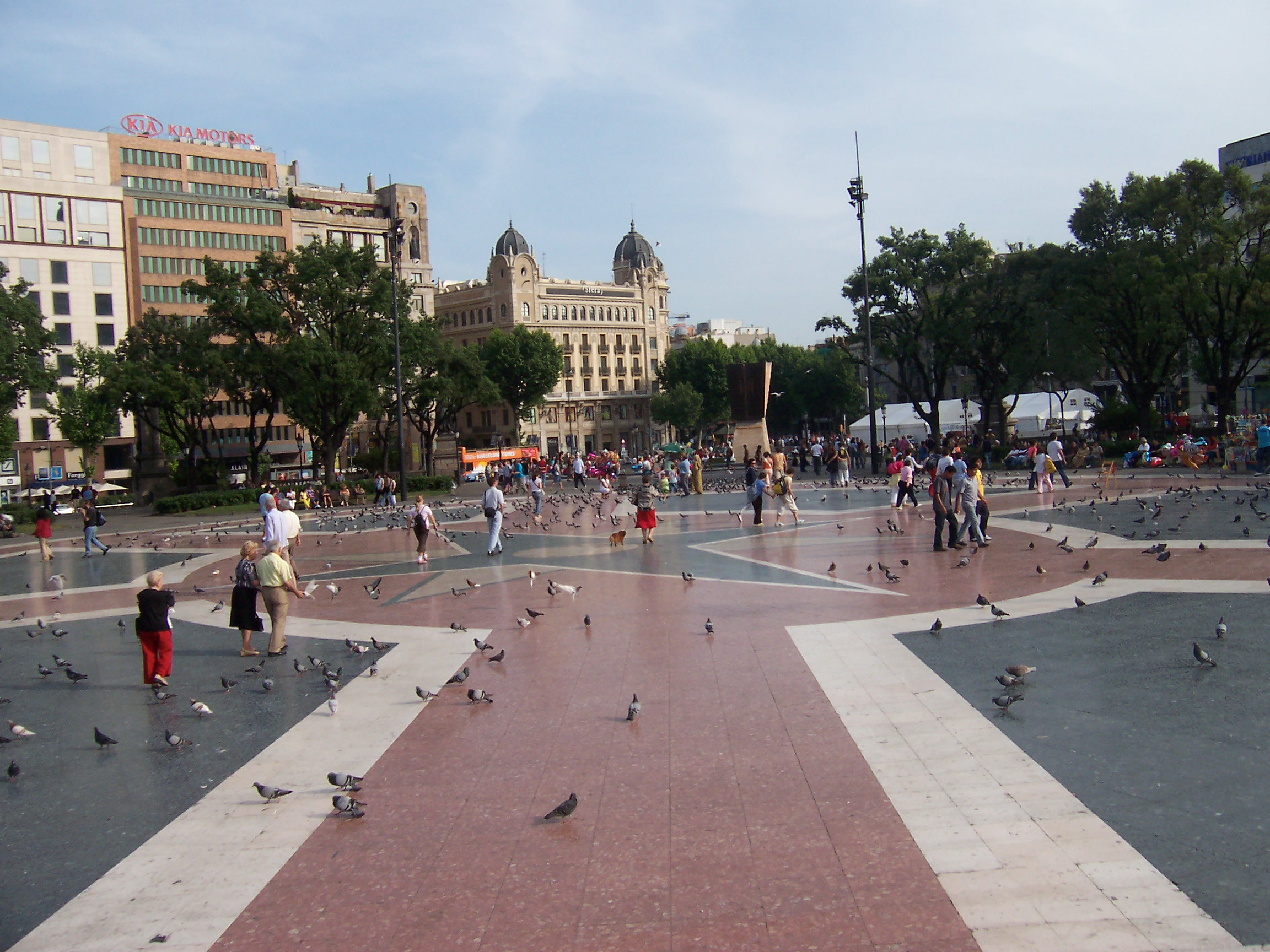
Plaça de Catalunya met zicht op de Rambla's

Plaça de Catalunya is een druk plein centraal gelegen in Barcelona, de op een na grootste stad in Spanje. Op het plein komen enkele van de grootste verkeersaders van Barcelona bijeen; metrolijnen, buslijnen, auto's, taxi's en voetgangers van La Rambla.
Andere grote straten zijn Passeig de Gràcia en Ronda de la Universitat naar Plaça de la Universitat en verder van de Gran Via de les Corts Catalanes naar Plaça d'Espanya. Aan de noordwestkant van het plein bevindt zich een vestiging van het warenhuis El Corte Inglés.
Het plein trekt veel duiven aan.